# Slingeplas
De Slingeplas is een voormalige zandwinput, nu recreatieplas ten oosten van Bredevoort. De wateroppervlakte bedraagt circa 19 ha.
De Slingeplas is tot stand gekomen bij de ruilverkaveling Aalten eind jaren tachtig, en uitgebreid in de jaren negentig. Hij is door een dijk gescheiden van de Slinge en wordt bij hoogwater ook als overloopgebied gebruikt. Het recreatiegebied heeft een totale oppervlakte van 34 hectare. Het is tevens (naast negentien andere gebieden) onderdeel van het in 2005 door de Nederlandse overheid uitgeroepen Nationaal Landschap Winterswijk, een gebied van totaal bijna 22.000 hectare groot.

## Indeling
- Oppervlakte totaal: 34 ha
- Water: 19 ha
- Strand + ligweide: 6 ha
- Parkeerplaats: 3 ha
- Beplantingen: 3 ha
- Oeverstroken: 3 ha

## Voorzieningen
- Parkeerterreinen voor 1.100 auto's
- Geautomatiseerde parkeergeldinning
- Fietsenstallingen
- Speelvoorzieningen
- Visstoepen
- Beheerdersruimte
- Verkooppunt
- Toiletgebouw (incl. invalidentoilet)
- Buitendouche
- EHBO-ruimte
- Toeristisch overstappunt

Bekendelle · Beurzerbeek · Blekkinkveen · Bönnink · Borkense baan · Buskersbos · Corlese Veen · Döttinkrade · Grote Goor · Hilgelo · Kloosterbos · Korenburgerveen · Landgoed Kotten · Landgoed Mentink · Landgoed Walfort · Loohuisbos · Meddosche Veen · Slingeplas · Steengroeve · Steenkamp · Stortelersbeek · Vragenderveen · Willinks Weust · Wooldse Veen · Zwanenbroek